# Parus
A Parus a madarak osztályának verébalakúak (Passeriformes) rendjébe és a cinegefélék (Paridae) családjába tartozó nem.

## Rendszerezésük
A nemet Carl von Linné írta le 1758-ban, az alábbi fajok tartoznak ide:
- hegyi széncinege (Parus monticolus)
- széncinege (Parus major)
- japán széncinege (Parus minor)
- jávai széncinege (Parus cinereus)

Átsorolva Machlolophus nembe: 
- fehértarkójú cinege (Machlolophus nuchalis vagy Parus nuchalis)
- tajvani cinege (Machlolophus holsti vagy Parus holsti)
- királycinege (Machlolophus spilonotus vagy Parus spilonotus)
- koronás cinege (Machlolophus xanthogenys vagy Parus xanthogenys)
- Machlolophus aplonotus vagy Parus aplonotus

Átsorolva Melaniparus nembe: 
- fehérvállú cinege (Melaniparus guineensis vagy Parus guineensis)
- fehérszárnyú cinege (Melaniparus leucomelas vagy Parus leucomelas)
- rozsdáshasú cinege (Melaniparus rufiventris vagy Parus rufiventris)
- fahéjszín-hasú cinege (Melaniparus pallidiventris vagy Parus pallidiventris)
- fehérhasú cinege (Melaniparus albiventris vagy Parus albiventris)
- Carp-cinege (Melaniparus carpi vagy Parus carpi)
- szerecsencinege (Melaniparus niger vagy Parus niger)
- egyszínű cinege (Melaniparus funereus vagy Parus funereus)
- egyszínű cinege (Melaniparus funereus vagy Parus funereus)
- szürkehasú cinege (Melaniparus griseiventris vagy Parus griseiventris)
- feketemellű cinege (Melaniparus fasciiventer vagy Parus fasciiventer)
- szomáliai cinege (Melaniparus thruppi vagy Parus thruppi)
- rozsdástorkú cinege (Melaniparus fringillinus vagy Parus fringillinus)
- fehérhátú cinege (Melaniparus leuconotus vagy Parus leuconotus)
- akáciacinege (Melaniparus cinerascens vagy Parus cinerascens)
- fokföldi cinege (Melaniparus afer vagy Parus afer)
- fehérhomlokú cinege (Parus semilarvatus vagy Cyanistes semilarvatus)

### A Parus major alfajai

Széncinege fajok (alfajcsoportok) elterjedése

- európai széncinege (Parus major major) – Linnaeus, 1758 – Európa
- angol széncinege (Parus major newtoni) – Prazak, 1894 – Anglia
- Parus major corsus – O. Kleinschmidt, 1903 – Portugália, Spanyolország, Franciaország
- Parus major ecki – Von Jordans, 1970 – Szardínia
- mallorcai széncinege (Parus major mallorcae) – Von Jordans, 1913 – Mallorca
- görög széncinege (Parus major aphrodite) – Madarász, 1901 – Görögország, Kréta, Ciprus
- (Parus major niethammeri) – Von Jordans, 1970 – Kréta
- észak-afrikai széncinege (Parus major excelsus) – Buvry, 1857 – Marokkó, Algéria, Tunézia
- Parus major terraesanctae – Hartert, 1910 – Szíria, Jordánia, Izrael
- Parus major blanfordi – Prazak, 1894 – Irak, Irán
- Parus major karelini – Zarudny, 1910 – Irán
- Parus major kapustini – Portenko, 1954 – kelet-Oroszország
- Parus major bargaensis – Yamashina, 1939 – kelet-Oroszország, Kína
- turkesztáni cinege (Parus major bokharensis vagy Parus bokharensis)
- Parus major minor (vagy külön faj: japán széncinege)
- Parus major dageletensis (vagy a japán széncinege alfaja)
- Parus major kagoshimae (vagy a japán széncinege alfaja)
- Parus major amamiensis (vagy a japán széncinege alfaja)
- okinavai széncinege (Parus major okinawae) (vagy a japán széncinege alfaja)
- Parus major nigriloris (vagy a japán széncinege alfaja)
- tibeti széncinege (Parus major tibetanus) (vagy a japán széncinege alfaja)
- Parus major commixtus (vagy a japán széncinege alfaja)
- Parus major nubicolus (vagy a japán széncinege alfaja)
- Parus major cinereus (vagy külön faj: jávai széncinege)
- Parus major intermedius (vagy a jávai széncinege alfaja)
- Parus major decolorans (vagy a jávai széncinege alfaja)
- Parus major ziaratensis (vagy a jávai széncinege alfaja)
- Parus major cashmirensis (vagy a jávai széncinege alfaja)
- nepáli széncinege (Parus major nipalensis) (vagy a jávai széncinege alfaja)
- Parus major vauriei (vagy a jávai széncinege alfaja)
- Parus major stupae (vagy a jávai széncinege alfaja)
- Parus major mahrattarum (vagy a jávai széncinege alfaja)
- Parus major templorum (vagy a jávai széncinege alfaja)
- hajnani széncinege (Parus major hainanus) (vagy a jávai széncinege alfaja)
- Parus major ambiguus (vagy a jávai széncinege alfaja)
- Parus major sarawacensis (vagy a jávai széncinege alfaja)

## Csoportosításuk
A nemhez kötődő őslénytani leletek Magyarországról kerültek elő: a Parus robustus (Pliocén, Csarnóta), a Parus parvulus (Pliocén, Csarnóta) és a Parus medius (Pliocén, Beremend).
A Parus nemhez sorolt fajok hét alcsoportot alkotnak. Az első csoporthoz tartozik a széncinege (Parus major), a hegyi széncinege (Parus monticolus) és a fehértarkójú cinege (Parus nuchalis), melyeknek jellegzetes a mintázatuk, s Nyugat-Európától Kelet-Ázsiáig, valamint Észak-Afrikában élnek. A második csoport tagjai a fokföldi cinege (Parus afer), a szomáliai cinege (Parus thruppi), az akáciacinege (Parus cinerascens) és a szürkehasú cinege (Parus griseiventris), melyek mintázatukban hasonlítanak a széncinegéhez, s Afrikában élnek, az Egyenlítőtől délre. A harmadik csoportot a feketemellű cinege (Parus fasciiventer) alkotja, melynek feje fekete, testének mintázata a széncinegééhez hasonló, s átmenetet képez a második és a negyedik csoport között. A negyedik csoportot a fekete színű cinegék alkotják: az egyszínű cinege (Parus funereus), a fehérvállú cinege (Parus guineensis), a fehérszárnyú cinege (Parus leucomelas), a szerecsencinege (Parus niger), a Carp-cinege (Parus carpi), a fehérhasú cinege (Parus albiventris) és a fehérhátú cinege (Parus leuconotus), melyek Afrika szubszaharai övezetében élnek. Az ötödik csoportba olyan feketeszínű cinegék alkotják, melyeknél megjelenik a rozsdásbarna színezet: a rozsdáshasú cinege (Parus rufiventris), a fahéjszín-hasú cinege (Parus pallidiventris), a rozsdástorkú cinege (Parus fringillinus); ezek szintén a szubszaharai afrikában élnek. A hatodik csoportot az Délkelet-Ázsiában élő, fejtetőjükön bóbitával díszített koronás cinege (Parus xanthogenys), királycinege (Parus spilonotus) és tajvani cinege (Parus holsti) alkotja. A hetedik csoport tagja a fehérhomlokú cinege (Parus semilarvatus).